# Systerbambusångare
Systerbambusångare (Phylloscopus soror) är en rätt nyligen beskriven asiatisk fågel i familjen lövsångare inom ordningen tättingar.

## Kännetecken

### Utseende
Systerbambusångare är en medelstor (12-13 cm) storhövdad lövsångare med tydligt grå hjässa, svarta längsgående hjässband, gul undersida och vita inslag i stjärten. Ovansidan är grön, ansiktet olivgrönt och vingarna mörkgrå med smala gröna spetsar. Runt det stora ögat syns en tydligt gul ögonring. Undersidan är citrongul och stjärten rätt kort.
Mycket liknande bergbambusångare har mindre näbb, längre stjärt, mer vitt i stjärten och ett tydligt gult vingband som systerbambusångarem saknar. Bergbambusångare har även mindre inslag av grönt i pannan samt svartare, skarpare och bredare hjässband som går längre bak på huvudet.

### Läten
Sången är en enkel och upprepad serie visslingar utan drillar, ljusare och svagare än bergbambusångare. Bland lätena hörs ett distinkt, kort och ljust "tsi-dit" eller "tsrit".

## Utbredning och systematik
Fågeln förekommer i västra och södra Kina, och flyttar inför vintern till Thailand, Kambodja och norra Vietnam. Den behandlas som monotypisk, det vill säga att den inte delas in i några underarter. Fågeln behandlades tidigare som en del av burkii-komplexet, som numera delas upp i ett flertal arter efter studier, förutom systerbambusångare även bergbambusångare, himalayabambusångare, grönkronad bambusångare, emeibambusångare och gråkronad bambusångare.

### Släktestillhörighet
Bambusångarna placeras traditionellt i släktet Seicercus. DNA-studier visar dock att arterna i Seicercus inte är varandras närmaste släktingar, där vissa arter istället står närmare arter i Phylloscopus. Olika auktoriteter hanterar detta på olika vis. De flesta expanderar numera Phylloscopus till att omfatta hela familjen lövsångare, vilket är den hållning som följs här. Andra flyttar ett antal Phylloscopus-arter till ett expanderat Seicercus.

### Familjetillhörighet
Lövsångarna behandlades tidigare som en del av den stora familjen sångare (Sylviidae). Genetiska studier har dock visat att sångarna inte är varandras närmaste släktingar. Istället är de en del av en klad som även omfattar timalior, lärkor, bulbyler, stjärtmesar och svalor. Idag delas därför Sylviidae upp i ett antal familjer, däribland Phylloscopidae. Lövsångarnas närmaste släktingar är familjerna cettior (Cettiidae), stjärtmesar (Aegithalidae) samt den nyligen urskilda afrikanska familjen hylior (Hyliidae).

## Levnadssätt
Systerbambusångare förekommer i undervegetation, buskar och låga träd i varma, städsegröna skogar mellan 600 och 1500 meters höjd, på lägre nivåer än bergbambusångare. Den födosöker efter insekter lågt i vegetationen, ofta genom att likt en flugsnappare göra utfall i luften. Grundat på när hanen sjunger tros den huvudsakligen häcka i maj och juni. Arten är flyttfågel.

## Status och hot
Arten har ett stort utbredningsområde, men tros minska i antal, dock inte tillräckligt kraftigt för att den ska betraktas som hotad. Internationella naturvårdsunionen IUCN listar arten som livskraftig (LC). Världspopulationen har inte uppskattats men den beskrivs som lokalt vanlig till mycket vanlig.

## Namn
Arten kallades tidigare Alströms bambusångare efter den svenska ornitologen Per Alström som var en av de som upptäckte och beskrev arten som ny för vetenskapen 1999.